# The Moon (film 2023)
The Moon (더 문?) è un film del 2023 diretto da Kim Yong-hwa.
La pellicola di fantascienza, prodotta in Corea del Sud, ipotizza la ripresa dell'esplorazione della Luna da parte di equipaggi terrestri.

## Trama
Nel 2030, dopo un precedente tragico insuccesso in cui persero la vita tre astronauti, l'agenzia spaziale sudcoreana è pronta per una nuova missione terrestre sul suolo lunare.
La navicella con a bordo Hwang Seon-woo, Lee Sang-won e Jo Yoon-jong è però investita dagli effetti di una straordinaria emissione di vento solare che determinano danni ingenti nell'avvicinamento alla luna. Mentre sono in corso le riparazioni, Jo e Lee sono vittima di un incidente e muoiono lasciando da solo Hwang, il meno esperto e figlio di un progettista della prima missione.
Intanto nella centrale operativa si decide di richiamare Kim Jae-gook, uno dei due progettisti della navicella, per assistere al meglio il superstite. L'uomo dice al ragazzo di attendere ed effettuare le riparazioni più urgenti mentre lui allerterà la base spaziale americana per poterlo soccorrere. Seon-woo però ritiene di poter giungere sul suolo lunare grazie al pilota automatico, completando così la missione, che altrimenti sarebbe stato un nuovo fallimento per tutta l'agenzia e l'intero Paese.
A dispetto di una pioggia di meteoriti il ragazzo riesce a raggiungere il suolo lunare diventando il primo non americano ad avervi messo piede. Presto però la pioggia di meteoriti suggerisce di ripartire ma poi, un problema nel distacco dal suolo fa precipitare il mezzo che non dà più segnali. Il ragazzo è dato per morto e lo stesso Presidente della Corea del Sud ne dà l'annuncio pubblico.
In realtà la NASA aveva intercettato dei messaggi radio ma, per motivi politici, aveva impedito di aiutare l'astronauta coreano, finito sulla faccia nascosta della Luna. Dall'osservatorio in cui opera Kim, la sua giovane stagista Kang si mette in contatto radio con la luna e, scoperto che Hwang è vivo, diffonde la notizia via web. 
Riprendono così i disperati tentativi di salvare il ragazzo che, nel momento più cupo, pensa di mollare confessando di aver voluto riparare all'onta del padre che, consapevole dei problemi ad un motore, tacque determinando il fallimento della prima missione. A questo punto Kim gli svela che il padre aveva riferito a lui quei dubbi e che fu lui a forzare perché non si rinviasse ulteriormente una missione che aveva già un enorme ritardo. Rinfrancato, il ragazzo si rimette ai comandi e segue le istruzioni per poter dirigere il mezzo sulla parte illuminata della luna ed essere quindi soccorso dalla stazione americana, che si è resa disponibile grazie all'accorato appello di Jennifer Yoon, ex moglie di Kim, che contravvenendo gli ordini dei capi ha rischiato il posto per aiutare la missione coreana.
La navetta sorvola la parte illuminata della luna con il ragazzo che riesce a lanciarsi e a sopravvivere allo schianto grazie al supporto di un drone che si era legato addosso. Gli astronauti della base americana possono così portarlo in salvo.
La missione coreana riporta dunque un successo, anche grazie alla collaborazione internazionale, cui il Presidente rende omaggio, mentre la coraggiosa Jennifer Yoon diventa la prima direttrice donna della NASA, a dispetto della sua insubordinazione.

## Produzione
Le riprese hanno avuto luogo tra il giugno e l'ottobre del 2021, per un totale di 4 mesi, negli studios di Paju nella provincia di Gyeonggi.